# Stipiturus
Stipiturus là một chi chim trong họ Maluridae.